# فینال جام حذفی فوتبال انگلستان ۱۹۳۱
فینال جام حذفی فوتبال انگلستان ۱۹۳۱، رقابت پایانی جام حذفی فوتبال انگلستان در سال ۱۹۳۱ میلادی است که مابین دو تیم باشگاه فوتبال وست برومویچ و باشگاه فوتبال بیرمنگام سیتی در ورزشگاه ومبلی لندن برگزار شده‌است.
این مسابقه که در تاریخ ۲۵ آوریل ۱۹۳۱ انجام شده‌است با نتیجه ۲ بر ۱ به سود تیم باشگاه فوتبال وست برومویچ به پایان رسید.